# Le Reine Elizabeth
Le Reine Elizabeth (oficjalnie Fairmont Le Reine Elizabeth, ang. Fairmont The Queen Elizabeth) – hotel znajdujący się w Montrealu w Kanadzie. Został on wybudowany w 1958 roku przez Narodowe Koleje Kanady, następnie został sprzedany Canadian Pacific Hotels, a obecnie należy do Fairmont Hotels and Resorts.  Budynek ma 21 pięter.
Gośćmi hotelu byli między innymi: Elżbieta II, Elżbieta (królowa matka), Filip Mountbatten, książę Edynburga, Charles de Gaulle, Indira Gandhi, Jacques Chirac, Nelson Mandela, Dalai Lama, Michaił Gorbaczow, Jimmy Carter oraz John Travolta
W hotelu tym 11 razy odbywał się NHL Entry Draft.